# One Belt, One Road
Projektet One Belt One Road (OBOR, kinesisk: 一帶 一路 / 一带 一路, pinyin: Yidai Yilu) binder de kinesiske målsætninger sammen om at bygge en interkontinental netværksinfrastruktur mellem Europa, Afrika, Asien og Kina. Projektet startede i 2013.
"Den nye silkevej" er en del af OBOR.

## Historie
I november 2014, fortalte Xi Jinping om en plan til 40 milliarder amerikanske dollar, og en fond, til udvikling af den nye silkevej og den nye maritime silkevej.
I 2018 fortalte regeringens nyhedsbureau Xinhua om overvejelser en maritim "polarsilkevej" nord om Rusland.

## Jernbane
Fra sydkina bliver der nu (2018) bygget jernbane gennem Laos, til Nong Khai i Thailand.
I Thailand bliver bygget en thailandsk-kinesisk højhastighedsjernbane, som en del af OBOR; Bangkok-Nakhon Ratchasima højhastighedsjernbane er under konstruktion pr. 2017;
Statsministeren i Malaysia Mahathir Mohamad har annulleret det kinesisk-finansierede projekt East Coast Rail Link, skrev media i 2018.

## Økonomi

### Investeringer foretaget af "silkevej-fonden"
Pr. august 2017 havde "silkevej-fonden" (丝路基金, Sílu jíjin) investeret 680 millioner USD, i blandt andet Kenya,, Pakistan, Rusland og Forenede Arabiske Emirater.